# SAIS Autolinee
La SAIS Autolinee S.p.A. è una società per azioni, fondata ad Enna nel 1926, che gestisce il trasporto pubblico urbano e suburbano della città, la maggior parte dei collegamenti tra le città dell'isola e da queste ultime verso diverse destinazioni in Italia e all'estero.

## Storia
La società di trasporti nasce nel 1926,come "I.A.S." ad Enna su iniziativa dall'ingegnere Antonio Scelfo allo scopo di assicurare i collegamenti della città, neo capoluogo di provincia, con la sua stazione ferroviaria e, dal 1938, anche quelli su strada suburbani e interurbani per le varie località della provincia. Intorno al 1945, in una fase di riorganizzazione dei servizi, Antonio Scelfo si affidò a collaboratori fidati per consolidare l’attivita’, tra questi figurò Gaetano Scarlata, originario di Enna e già impegnato nella gestione della Solfara Grottacalda. Colpito dalla sua preparazione tecnica e dalla conoscenza del territorio, Scelfo gli chiese alcune consulenze per ottimizzare i percorsi e ridurre i costi operativi. Successivamente lo assunse come dirigente, affidandogli la gestione della sede di Catania. A lui viene attribuito un ruolo di rilievo nello sviluppo della linea Catania–Palermo, che rimane tuttora uno dei collegamenti principali dell’azienda. 
La progressiva espansione dell'azienda prosegue nel secondo dopoguerra anche dopo la scomparsa, nel 1949, del suo fondatore e da tale data la gestione aziendale viene proseguita dalla moglie e dai figli.
Il maggiore incremento delle dimensioni aziendali avviene alla fine degli anni settanta, quando vengono rilevate altre aziende siciliane; la SAIS (Società Autolinee Ingegnere Scelfo) incrementa i servizi e raggiunge il vertice del mercato del trasporto passeggeri privato su gomma della Sicilia.
Negli anni novanta la società viene suddivisa in tre distinte aziende e con esse i loro collegamenti tra le provincie di Palermo, Siracusa, Ragusa, Messina, Caltanissetta, Agrigento, Enna e Catania e i collegamenti extra regionali.
Al 2013 l'assetto dell'azienda è il seguente; al cavaliere del lavoro Alessandro Scelfo fa riferimento il ramo di azienda che comprende la Interbus, la "Segesta", l'Etna Trasporti e la Sicilbus che insieme cumulano una percorrenza di circa 15 milioni di chilometri ogni anno.
Gli altri due rami fanno capo, rispettivamente, a Francesca Scelfo con la "Sais autolinee" che percorre sei milioni di chilometri annui e gestisce i mezzi in servizio veloce sulle autostrade della Sicilia e agli eredi di Leonida Scelfo cui fa capo la "SAIS Trasporti", la "Giamporcaro", la "Gallo" e la "SARP", che opera nel Nisseno acquisite nel 1995.

## Servizio e collegamenti

### Collegamenti urbani
La SAIS Autolinee gestisce i collegamenti urbani della città di Enna, Siracusa, Augusta, Milazzo, Scicli e Modica.
Due sono i terminal bus, dai quali transita la gran parte degli autobus urbani, regionali, nazionali ed internazionali in partenza, in arrivo o in transito da Enna: ad Enna alta il Terminal Bus Viale Armando Diaz, e ad Enna Bassa il Terminal Bus Quadrivio Sant'Anna. Quest'ultimo vede convergere un gran numero di linee extra-urbane che consentono l'afflusso in città degli studenti provenienti da fuori sede dell'Università Kore di Enna.

### Collegamenti regionali
La SAIS ha come capolinea per i trasporti regionali in Sicilia le seguenti città, tra cui il capoluogo di regione e 5 capoluoghi di provincia:
- Enna (sede distaccata)
- Palermo (sede legale)
- Catania (sede distaccata)
- Messina  (sede distaccata)
- Caltanissetta
- Piazza Armerina
- Gela
- Caltagirone
- Gangi
- Vittoria

Le autolinee SAIS collegano fra di loro 27 città siciliane, tra cui 5 capoluoghi, 11 comuni in provincia di Enna, 5 in provincia di Palermo (tra cui, oltre al capoluogo, Termini Imerese, polo industriale, e Cefalù, famosa località turistica), 4 in provincia di Catania (tra cui il capoluogo e l'Aeroporto di Catania), 4 in provincia di Caltanissetta (capoluogo e Gela i centri principali), 4 in provincia di Messina (il capoluogo, Milazzo, la cittadina turistica di Castel di Tusa e Capri Leone).